# Новичиха
Новичи́ха (рос. Новичиха) — село, центр Новичихинського району Алтайського краю, Росія. Адміністративний центр Новичихинської сільської ради.

## Населення
Населення — 4284 особи (2010; 4495 у 2002).
Національний склад (станом на 2002 рік):
- росіяни — 94 %